# 烏斯季州
烏斯季州（捷克語：Ústecký kraj）是捷克的一個州，歷史上屬於波希米亞的西北部，面積5,335 平方公里。首府為拉貝河畔烏斯季。下分七縣。
烏斯季州與德國交界地區主要是厄爾士山脈。厄爾士山脈非常古老，由古生代片岩形成。烏斯季州礦泉溫泉眾多，易北河是最大河道。
该地区属于历史上的苏台德地区，由于历史因素，乌斯季地区在近千年历史上一直是一个以德意志人为主体民族的地区。在奥匈帝国时期，这里发现了大量的煤矿和铁矿，很快就成为了中欧的工业中心之一，在一战时即成为了主要军工厂所在地。1919年一战结束后，捷克斯洛伐克独立，该地区成为这个新国家的一部分，苏台德地区的工业产业占据当时捷克斯洛伐克全国的三成以上。1938年纳粹德国借口保护当地德国人，通过《慕尼黑协定》在未经捷克斯洛伐克同意下侵吞了该地区。1945年纳粹德国战败，在苏联和捷克斯洛伐克的共同管制下，该地区的德国人被驱逐回德国本土，现在这里的德国人不足1.3%，当地人口中90%以上的居民是捷克人。